# Bennon de Meissen
Pour les articles homonymes, voir Bennon.
Ne doit pas être confondu avec Bennon de Metz.
Saint Bennon (Benno en latin), né en 1010 à Hildesheim et mort le 16 juin 1106 à Meissen, est un saint de l'Église catholique qui fut moine, puis évêque de Meissen. Il est le patron du diocèse de Dresde-Meissen et de la ville de Munich. Il est fêté le 16 juin.

## Biographie
Bennon est mentionné pour la première fois comme un chanoine à Goslar en Saxe. Il devient moine en 1028 et est ordonné prêtre en 1040. Il est consacré évêque de la ville de Meissen en 1066. Pendant la révolte des Saxons, en 1073/75, Bennon a cherché à éviter les conflits ; il est néanmoins déposé dans la querelle des Investitures en 1085 par l'empereur Henri IV pour avoir pris la défense du pape Grégoire VII. Il avait en fait appuyé l'élection des anti-rois Rodolphe de Rheinfelden et Hermann de Salm et a dû demander pardon pour récupérer ses fonctions et droits.

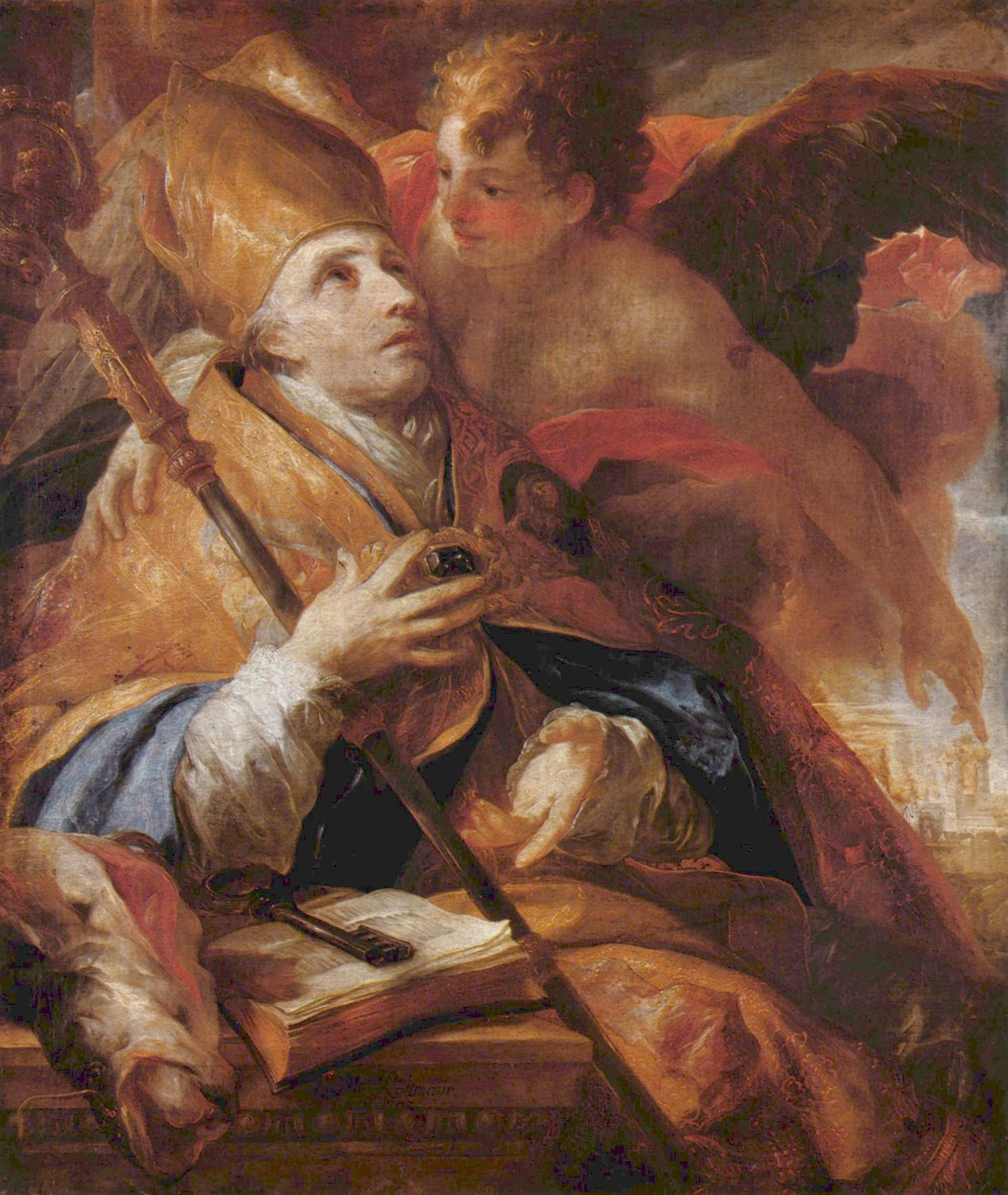
Saint Bennon (1702), par Johann Michael Rottmayr, Alte Pinakothek de Munich, avec un poisson et la clef de sa cathédrale

Comme évêque, Bennon a construit de nombreuses églises dans la marche de Misnie et le long de la Via Regia du pays de la Haute-Lusace, telles que Bischofswerda. Il meurt au bout de quarante années d'épiscopat et fut enterré dans une tombe à la cathédrale de Meissen. L'invention des reliques a eu lieu vers l'an 1270 ; sous l'impulsion de Georges de Saxe et le chapitre de Meissen, il est canonisé en 1523 par le pape Adrien VI. Après la Réforme protestante, l'exhumation solennelle de sa dépouille l'année précédente donne l'occasion à Martin Luther d'écrire un pamphlet violent contre le culte des saints. Meissen devient protestante, mais la dépouille du saint évêque avait été transportée auparavant à Munich, sur proposition d'Albert V de Bavière, pour lui éviter d'être détruite. Elle est toujours vénérée en la cathédrale Notre-Dame de Munich dans la nef latérale sud avec un reliquaire en marbre et argent.

## Légende et vénération
Avec le renversement de Bennon en 1085, il jette la clef de la cathédrale de Meissen dans l'Elbe. Après son retour, des années plus tard, elle est retrouvée dans le ventre d'un poisson. 
Saint Bennon est le protecteur des pêcheurs et des tisserands. L'église Saint-Bennon de Munich fut consacrée en 1895.

## Source
- (it) Cet article est partiellement ou en totalité issu de l’article de Wikipédia en italien intitulé « Benno di Meißen » (voir la liste des auteurs).